# Primer Frente Ucraniano
El Primer Frente Ucraniano (en ruso: Первый Украинский фронт, Piervi Ukrainski front) fue un Frente (Grupo de Ejércitos) del Ejército Rojo de la Unión Soviética durante la Segunda Guerra Mundial. El concepto de «frente» soviético es el equivalente a un «grupo de ejércitos» en Europa Occidental.

## Historia
El Primer Frente Ucraniano fue creado el 20 de octubre de 1943 como una derivación del antiguo Frente de Vorónezh del Ejército Rojo, recibiendo nuevas divisiones y cambiando de denominación debido a que tras la batalla de Kursk el teatro de operaciones soviéticas se desplazaba más hacia el oeste, abarcando regiones de Ucrania. Su primer comandante fue el general de ejército Nikolái Vatutin. En marzo de 1944 Vatutin dejó el mando rápidamente al mariscal de la Unión Soviética Gueorgui Zhúkov hasta que en mayo del mismo año quedó como jefe definitivo de este frente el mariscal Iván Kónev, quien asumió el mando hasta el final de la guerra.
El Primer Frente Ucraniano participó en la mayor parte de las grandes ofensivas bélicas de 1943-1945: en 1943 operó en el cruce del Dniéper, en la ofensiva del Dniéper-Cárpatos, en el cerco de Korsun-Cherkasy; en 1944 participó en la batalla de Kamenets-Podolsky, en la ofensiva Lvov-Sandomierz, y en la ofensiva de los Cárpatos Orientales; en 1945 participó en la ofensiva del Vístula-Óder, en el sitio de Breslavia, en la batalla de Halbe, en la batalla de Berlín y en la batalla de Praga.
Después del final de la Segunda Guerra Mundial, el Alto Mando soviético (Stavka) reorganizó sus tropas en los territorios que liberó de la ocupación nazi y ahora ocupaba. La Directiva de la Stavka N.º 11097 del 10 de junio de 1945 creó varias formaciones nuevas, conocidas como Grupos de Fuerzas, equivalentes a distritos militares pero ubicadas fuera de la Unión Soviética. El Grupo Central de Fuerzas se creó en esa época a partir del 1.er Frente Ucraniano para controlar las tropas en Austria y Hungría, y lo hizo desde 1945 hasta 1955, cuando las tropas soviéticas se retiraron de Austria en cumplimiento de lo acordado en el Tratado de Estado austríaco.

## Mandos

### Comandantes
- General de ejército Nikolái F. Vatutin (octubre 1943 - marzo 1944)
- Mariscal de la Unión Soviética Gueorgui K. Zhúkov (marzo - mayo 1944)
- Mariscal de la Unión Soviética Iván S. Kónev mayo de 1944 - hasta el final de la guerra).

### Miembros del Consejo Militar
- Teniente general Nikita Sergeevich Jrushchov (octubre de 1943 - agosto de 1944);
- Teniente general Konstantin Vasilyevich Krainyukov (octubre de 1943 - hasta el final de la guerra).[1]

### Jefes de Estado Mayor
- Teniente general Semion Pavlovich Ivanov (octubre-noviembre de 1943);[2]
- Teniente general Alexander Bogolyubov (noviembre de 1943 - abril de 1944);[3]
- General de ejército Vasili Sokolovski (abril de 1944 - abril de 1945);
- General de ejército Iván Petrov (abril de 1945 - hasta el final de la guerra).

## Composición

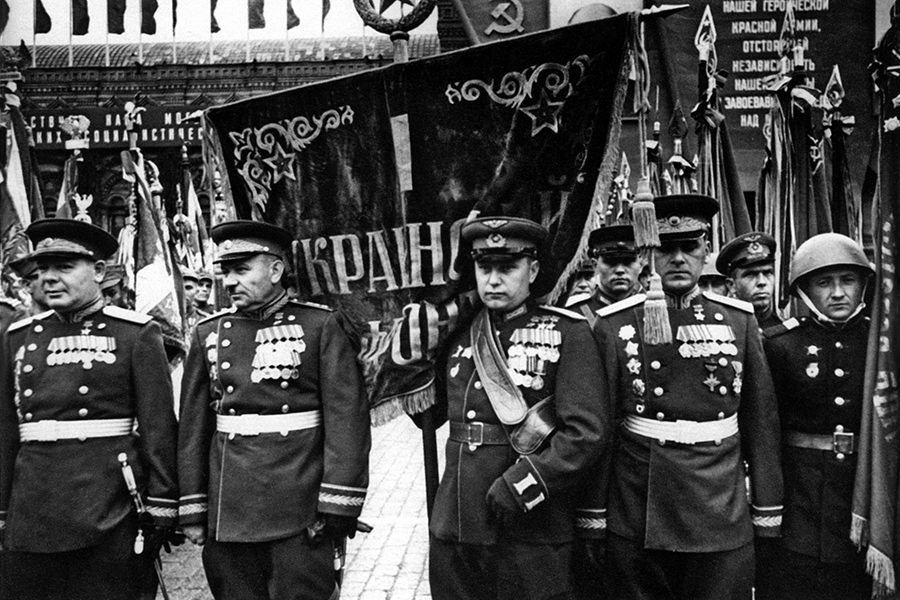
Estandarte del Primer Frente Ucraniano durante el Desfile de la Victoria de Moscú, 24 de junio de 1945

A 24 de diciembre de 1943, durante la Ofensiva del Dniéper-Cárpatos, el Primer Frente Ucraniano se encontraba bajo el mando del general de ejército Nikolái Vatutin e incluía a las siguientes fuerzas:
- 1.er Ejército de la Guardia - comandanteː coronel general Andréi Grechko
- 13.° Ejército - comandante: teniente general Nikolái Pujov;[4]
- 18.º Ejército - comandante: coronel general Kostantín Leselidze;[5]
- 27.º Ejército - comandante: teniente general Serguéi Trofimenko;[6]
- 38.º Ejército - comandante: coronel general  Kirill Moskalenko
- 40.º Ejército - comandante: teniente general Filip Zhmachenko;[7]
- 60.º Ejército - comandante: teniente general  Iván Cherniajovski
- 3.er Ejército de Tanques de la Guardia - comandante: coronel general Pável Rybalko
- 1.er Ejército de Tanques - comandante: coronel general Mijaíl Katukov
- 1.er Cuerpo de Caballería de la Guardia - comandante: teniente general Viktor Baránov;[8]
- Segunda Fuerza Aérea - comandante: teniente general (desde febrero de 1944, coronel general de aviación) Stepán Krasovski;[9]

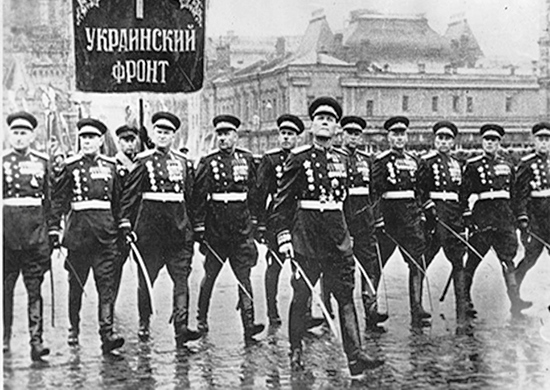
El mariscal de la Unión Soviética Iván Kónev en el Desfile de la Victoria de Moscú

Cabe precisar que cada ejército soviético podía comprender en la práctica entre seis y doce divisiones, de muy variada fuerza y tamaño, dependiendo de la situación concreta y de las necesidades de la ofensiva. No obstante, la elevada acumulación de fuerzas en cada ejército hacía que un frente (como grupo de ejércitos) dispusiera normalmente de cientos de miles de soldados, con varios millares de tanques y piezas de artillería. En las fases finales de la guerra el Primer Frente Ucraniano llegó a encuadrar hasta un millón de combatientes.
Posteriormente y en diferentes momento de su existencia también encuadró las siguientes unidades:
- 5.º Ejército de la Guardia
- 2.º Ejército polaco - comandanteː general Karol Świerczewski
- 52.º Ejército
- 4.º Ejército de Tanques de la Guardiaː teniente general Dimitri Leliushenko
- 28.° Ejército
- 31.er Ejércitoː teniente general Piotr Shafranov
- 3.er Ejército de la Guardia